# Ніцвалд
Ніцвалд (пол. Nicwałd, нім. Nitzwalde) — село в Польщі, у гміні Ґрута Ґрудзьондзького повіту Куявсько-Поморського воєводства.
Населення — 450 осіб (2011).
У 1975-1998 роках село належало до Торунського воєводства.

## Демографія
Демографічна структура станом на 31 березня 2011 року:
|          | Загалом | Допрацездатний вік | Працездатний вік | Постпрацездатний вік |
| -------- | ------- | ------------------ | ---------------- | -------------------- |
| Чоловіки | 230     | 46                 | 160              | 24                   |
| Жінки    | 220     | 47                 | 122              | 51                   |
| Разом    | 450     | 93                 | 282              | 75                   |